# Unione Sportiva Cagliari 1970-1971
Questa voce raccoglie le informazioni riguardanti l'Unione Sportiva Cagliari nelle competizioni ufficiali della stagione 1970-1971.

## Stagione
In virtù del tricolore conquistato nel precedente campionato, il Cagliari ha esordito in Coppa dei Campioni eliminando il Saint-Étienne, vincendo 3-0 all'andata e perdendo 1-0 al ritorno. Negli ottavi di finale, la squadra rossoblù affronta gli spagnoli dell'Atlético Madrid vincendo per 2-1 la gara di andata. Al ritorno, il Cagliari dovette rinunciare a Gigi Riva per infortunio (la punta rossoblù aveva riportato la frattura del perone durante una partita in maglia azzurra contro l'Austria a causa di un intervento del libero avversario Norbert Hof) e fu sconfitto per 3-0, uscendo così dal prestigioso torneo continentale.
In campionato i rossoblù partono alla grande; vincono con Sampdoria (2-1), Lazio (2-4) e Inter (1-3) e pareggiano in casa col Varese (1-1). Ma dopo l'infortunio del bomber Riva le cose si complicano. Il Cagliari acquista lo juventino Giampaolo Menichelli, un giocatore ormai logoro e privo di stimoli, che giocherà soltanto otto partite senza segnare neanche un gol. I sardi riescono a mantenere il terzo posto fino alla fine del girone di andata. Il colpo decisivo alle sorti della stagione lo dà la sconfitta interna della quattordicesima giornata contro il Milan (0-4), complice la pessima giornata del portiere della Nazionale Enrico Albertosi, autore di due "papere" clamorose.
Il Cagliari è stato eliminato a sorpresa nel primo turno di Coppa Italia, il girone 1 delle qualificazioni. Il Cagliari non passa il turno perché superato nel turno inaugurale dal Livorno.
Il 12 settembre, nella terza partita di Coppa Italia vinta dai sardi 4-1 con la Massese, è stato ufficialmente inaugurato il nuovo Stadio di Cagliari. 
Lo Stadio Sant'Elia sostituisce il glorioso Stadio Amsicora che è stato per diciannove anni tempio e teatro del calcio cagliaritano e ha visto la scorsa stagione coronata con lo storico scudetto tricolore.
In questa stagione la squadra ha mal digerito l'infortunio di Riva, ma in ogni caso vi son stati elementi di sicuro affidamento: il terzino Eraldo Mancin, che torna titolare; la mezzala brasiliana Nenè, titolare inamovibile in tutte le 30 giornate di campionato e mai sostituito; e l'ala destra Angelo Domenghini, protagonista di una grande stagione.

## Calciomercato
| Acquisti | Acquisti             | Acquisti     | Acquisti   |
| R.       | Nome                 | da           | Modalità   |
| -------- | -------------------- | ------------ | ---------- |
| D        | Roberto De Petri     | L.R. Vicenza | definitivo |
| A        | Giampaolo Menichelli | Brescia      | definitivo |

| Cessioni         | Cessioni       | Cessioni | Cessioni   |
| R.               | Nome           | a        | Modalità   |
| ---------------- | -------------- | -------- | ---------- |
| D                | Giulio Zignoli | Milan    | definitivo |
| Altre operazioni |                |          |            |
| R.               | Nome           | a        | Modalità   |
| D                | Riccardo Dessì | Tharros  | prestito   |

## Risultati

### Serie A

#### Girone di andata
| Arbitro: | Motta (Monza) |

|                              |           |           |
| Riva 76’ (rig.) Brugnera 79’ | Marcatori | 67’ Salvi |

| Arbitro: | Angonese (Mestre) |

|                           |           |                                      |
| Legnaro 28’ Chinaglia 72’ | Marcatori | 1’, 61’ Domenghini 23’ Riva 79’ Gori |

| Arbitro: | Picasso (Chiavari) |

|              |           |             |
| Niccolai 15’ | Marcatori | 10’ Bonatti |

| Arbitro: | Lo Bello (Siracusa) |

|             |           |                             |
| Mazzola 88’ | Marcatori | 7’, 21’ Riva 79’ Domenghini |

| Arbitro: | Gussoni (Tradate) |

|                       |           |          |
| Domenghini 40’ (rig.) | Marcatori | 4’ Bigon |

| Arbitro: | Sbardella (Roma) |

|                   |           |          |
| Anastasi 24’, 90’ | Marcatori | 47’ Gori |

| Arbitro: | Lo Bello (Siracusa) |

|                           |           |  |
| Martiradonna 13’ Nené 30’ | Marcatori |  |

| Arbitro: | Giunti (Arezzo) |

|             |           |                    |
| Ciccolo 90’ | Marcatori | 34’ (aut.) Castano |

| Roma 13 dicembre 1970 9ª giornata | Roma                | 0 – 0 | Cagliari | Stadio Olimpico\| Arbitro: \| Lo Bello (Siracusa) \| |
| Arbitro:                          | Lo Bello (Siracusa) |       |          |                                                      |

| Arbitro: | Gonella (Torino) |

|                     |           |             |
| Domenghini 40’, 56’ | Marcatori | 60’ Savoldi |

| Arbitro: | Pieroni (Roma) |

|          |           |          |
| Baisi 3’ | Marcatori | 68’ Gori |

| Cagliari 3 gennaio 1971 12ª giornata | Cagliari         | 0 – 0 | Torino | Stadio Sant'Elia\| Arbitro: \| Bernardis (Roma) \| |
| Arbitro:                             | Bernardis (Roma) |       |        |                                                    |

| Arbitro: | Sbardella (Roma) |

|              |           |  |
| Altafini 54’ | Marcatori |  |

| Arbitro: | Gonella (Torino) |

|  |           |                                              |
|  | Marcatori | 22’ Maldera 39’ Benetti 44’ Prati 71’ Combin |

| Arbitro: | Carminati (Milano) |

|                  |           |  |
| Clerici 27’, 87’ | Marcatori |  |

#### Girone di ritorno
| Genova 31 gennaio 1971 16ª giornata | Sampdoria           | 0 – 0 | Cagliari | Stadio Luigi Ferraris\| Arbitro: \| Francescon (Padova) \| |
| Arbitro:                            | Francescon (Padova) |       |          |                                                            |

| Arbitro: | Monti (Ancona) |

|                             |           |               |
| Domenghini 62’ Brugnera 82’ | Marcatori | 90’ Chinaglia |

| Arbitro: | Lattanzi (Roma) |

|                                    |           |                |
| Traspedini 2’, 40’ Braida 78’, 87’ | Marcatori | 80’ Domenghini |

| Cagliari 28 febbraio 1971 19ª giornata | Cagliari         | 0 – 0 | Inter | Stadio Sant'Elia\| Arbitro: \| Sbardella (Roma) \| |
| Arbitro:                               | Sbardella (Roma) |       |       |                                                    |

| Foggia 7 marzo 1971 20ª giornata | Foggia              | 0 – 0 | Cagliari | Stadio Pino Zaccheria\| Arbitro: \| Panzino (Catanzaro) \| |
| Arbitro:                         | Panzino (Catanzaro) |       |          |                                                            |

| Arbitro: | Picasso (Chiavari) |

|            |           |             |
| Greatti 9’ | Marcatori | 48’ Capello |

| Arbitro: | Bernardis (Roma) |

|              |           |                                 |
| D'Alessi 22’ | Marcatori | 32’ Greatti 89’ (aut.) Chiarugi |

| Arbitro: | Monti (Ancona) |

|            |           |                |
| Mancin 53’ | Marcatori | 85’ Chinesinho |

| Arbitro: | Lazzaroni (Milano) |

|  |           |                |
|  | Marcatori | 50’ Cappellini |

| Bologna 11 aprile 1971 25ª giornata | Bologna            | 0 – 0 | Cagliari | Stadio Renato Dall'Ara\| Arbitro: \| Cantelli (Firenze) \| |
| Arbitro:                            | Cantelli (Firenze) |       |          |                                                            |

| Arbitro: | Gialluisi (Barletta) |

|              |           |                |
| Nastasio 46’ | Marcatori | 2’ Schifilliti |

| Arbitro: | Branzoni (Pavia) |

|                          |           |          |
| Bui 17’ Maddè 46’ (rig.) | Marcatori | 34’ Riva |

| Arbitro: | Giunti (Arezzo) |

|          |           |         |
| Riva 63’ | Marcatori | 6’ Ghio |

| Arbitro: | Menegali (Roma) |

|                                           |           |          |
| Prati 59’ (rig.), 73’ (rig.) Scarrone 61’ | Marcatori | 30’ Riva |

| Arbitro: | Calì (Roma) |

|                               |           |             |
| Mancin 32’, 40’, 65’ Riva 55’ | Marcatori | 70’ Ferrari |

### Coppa Italia

#### Primo turno
| Arbitro: | Gussoni (Tradate) |

|                       |           |  |
| Unere 80’ Martini 89’ | Marcatori |  |

| Arbitro: | Carminati (Milano) |

|                       |           |                                          |
| Cosma 21’ Piaceri 62’ | Marcatori | 13’ (rig.) Domenghini 29’, 63’, 83’ Riva |

| Arbitro: | Stagnoli (Bologna) |

|                                               |           |              |
| Riva 15’, 83’ Gori 44’ (rig.) Zana 52’ (aut.) | Marcatori | 58’ Albanese |

### Coppa dei Campioni
| Arbitro: | Limona |

|                       |           |  |
| Riva 7’, 70’ Nené 20’ | Marcatori |  |

| Arbitro: | Limona |

|            |           |  |
| Larqué 32’ | Marcatori |  |

| Arbitro: | Krnavek |

|                     |           |              |
| Riva 42’ Gori 45+1’ | Marcatori | 78’ Aragonés |

| Arbitro: | Jones |

|                                 |           |  |
| Aragonés 33’, 71’ (rig.), 90+2’ | Marcatori |  |

### Coppa Anglo-Italiana

#### Fase a gironi
| Arbitro: | Francescon |

|              |           |  |
| Tambling 27’ | Marcatori |  |

| Arbitro: | Carminati |

|           |           |                           |
| Astle 81’ | Marcatori | 32’ Mancin 87’ Domenghini |

| Arbitro: | Smith |

|              |           |  |
| Riva 6’, 70’ | Marcatori |  |

| Arbitro: | Honewood |

|                |           |  |
| Domenghini 61’ | Marcatori |  |

### Trofeo Nazionale di Lega Armando Picchi

#### Girone all'italiana
| Arbitro: | Barbaresco (Cormons) |

|                                   |           |                   |
| Vieri 73’ La Rosa 74’ Franzot 84’ | Marcatori | 65’, 88’ Brugnera |

| Arbitro: | Gialluisi (Barletta) |

|         |           |                |
| Riva 9’ | Marcatori | 24’ Frustalupi |

| Arbitro: | Lattanzi (Ancona) |

|                  |           |          |
| Viola 59’ (rig.) | Marcatori | 30’ Nené |

#### Finale 3º posto
| Arbitro: | Toselli (Trieste) |

|                        |           |              |
| Anastasi 32’ Viola 81’ | Marcatori | 88’ Nastasio |

## Statistiche

### Statistiche di squadra
| Competizione                            | Punti | In casa | In casa | In casa | In casa | In casa | In casa | In trasferta | In trasferta | In trasferta | In trasferta | In trasferta | In trasferta | Totale | Totale | Totale | Totale | Totale | Totale | DR |
| Competizione                            | Punti | G       | V       | N       | P       | Gf      | Gs      | G            | V            | N            | P            | Gf           | Gs           | G      | V      | N      | P      | Gf     | Gs     | DR |
| --------------------------------------- | ----- | ------- | ------- | ------- | ------- | ------- | ------- | ------------ | ------------ | ------------ | ------------ | ------------ | ------------ | ------ | ------ | ------ | ------ | ------ | ------ | -- |
| Serie A                                 | 30    | 15      | 5       | 8       | 2       | 18      | 13      | 15           | 3            | 6            | 6            | 15           | 22           | 30     | 8      | 14     | 8      | 33     | 35     | -2 |
| Coppa Italia                            | -     | 1       | 1       | 0       | 0       | 4       | 1       | 2            | 1            | 0            | 1            | 4            | 4            | 3      | 2      | 0      | 1      | 8      | 5      | +3 |
| Coppa dei Campioni                      | -     | 2       | 2       | 0       | 0       | 5       | 1       | 2            | 0            | 0            | 2            | 0            | 4            | 4      | 2      | 0      | 2      | 5      | 5      | 0  |
| Coppa Anglo-Italiana                    | 6     | 2       | 2       | 0       | 0       | 3       | 0       | 2            | 1            | 0            | 1            | 2            | 2            | 4      | 3      | 0      | 1      | 5      | 2      | +3 |
| Trofeo Nazionale di Lega Armando Picchi | -     | 1       | 0       | 1       | 0       | 1       | 1       | 3            | 0            | 1            | 2            | 4            | 6            | 4      | 0      | 2      | 2      | 5      | 7      | -2 |
| Totale                                  | -     | 21      | 10      | 9       | 2       | 31      | 16      | 24           | 5            | 7            | 12           | 25           | 38           | 45     | 15     | 16     | 14     | 56     | 52     | +2 |

### Statistiche dei giocatori
Durante la stagione vennero espulsi dal campo una sola volta Brugnera, Niccolai e Tomasini.
| Giocatore       | Serie A  | Serie A | Coppa Italia | Coppa Italia | Coppa Campioni | Coppa Campioni | Altre competizioni | Altre competizioni | Totale   | Totale |
| Giocatore       | Presenze | Reti    | Presenze     | Reti         | Presenze       | Reti           | Presenze           | Reti               | Presenze | Reti   |
| --------------- | -------- | ------- | ------------ | ------------ | -------------- | -------------- | ------------------ | ------------------ | -------- | ------ |
| E. Albertosi    | 29       | -34     | 3            | -5           | 4              | -5             | 4+4                | -2+-7              | 44       | -53    |
| M. Brugnera     | 19       | 2       | 3            | 0            | 3              | 0              | 2+2                | 0+2                | 29       | 4      |
| P. Cera         | 17       | 0       | 3            | 0            | 4              | 0              | 3+4                | 0+0                | 31       | 0      |
| R. De Petri     | 12       | 0       | 0            | 0            | 0              | 0              | 3+1                | 0+0                | 16       | 0      |
| A. Domenghini   | 29       | 8       | 3            | 1            | 4              | 0              | 4+2                | 2+0                | 42       | 11     |
| S. Gori         | 30       | 3       | 3            | 1            | 4              | 1              | 4+3                | 0+0                | 44       | 5      |
| R. Greatti      | 27       | 2       | 3            | 0            | 4              | 0              | 3+3                | 0+0                | 40       | 2      |
| E. Mancin       | 28       | 4       | 3            | 0            | 4              | 0              | 4+4                | 1+0                | 43       | 5      |
| M. Martiradonna | 27       | 1       | 3            | 0            | 4              | 0              | 4+3                | 0+0                | 41       | 1      |
| G. Menichelli   | 13       | 0       | 0            | 0            | 0              | 0              | 1+1                | 0+0                | 15       | 0      |
| C. Nastasio     | 5        | 1       | 1            | 0            | 1              | 0              | 1+1                | 0+1                | 9        | 2      |
| Nenè            | 30       | 1       | 3            | 0            | 4              | 1              | 3+4                | 0+1                | 44       | 3      |
| C. Niccolai     | 28       | 1       | 3            | 0            | 4              | 0              | 4+4                | 0+0                | 43       | 1      |
| C. Poli         | 24       | 0       | 1            | 0            | 1              | 0              | 3+1                | 0+0                | 30       | 0      |
| A. Reginato     | 2        | -1      | 0            | 0            | 0              | 0              | 0+0                | 0+0                | 2        | -1     |
| G. Riva         | 13       | 8       | 3            | 5            | 3              | 3              | 4+3                | 2+0                | 26       | 18     |
| M. Tampucci     | 2        | 0       | 0            | 0            | 0              | 0              | 0+0                | 0+0                | 2        | 0      |
| G. Tomasini     | 22       | 0       | 2            | 0            | 4              | 0              | 4+4                | 0+0                | 36       | 0      |